# Гильом I де Бо

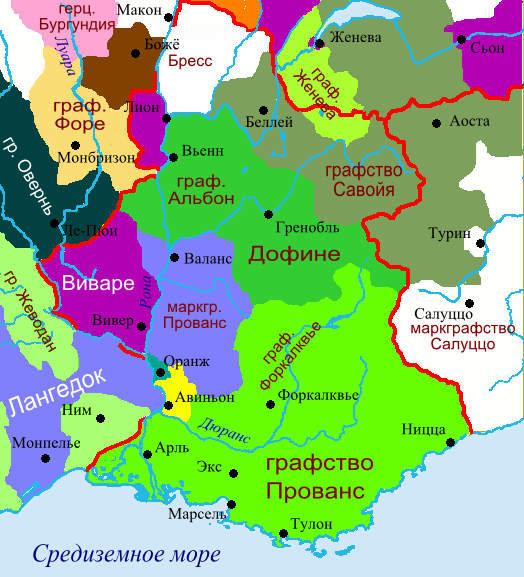
Княжество Оранж на карте

Гильом I де Бо (фр. Guillaume I des Baux, ум. 1218, Авиньон) — принц Оранский с 1180/1181, титулярный король Арля и Вьенна с 1215.
Младший сын Бертрана I де Бо, принца Оранского, и Тибурги (II) Оранской.

## Биография
В марте 1203 Гильом I урегулировал отношения со своим кузеном Рамбо IV, последним представителем прежней Оранской династии, признав его права в княжестве, и поклявшись на Евангелии не посягать на жизнь Рамбо и его наследников.
В это время Гильом поддерживал хорошие отношения с Тулузским графом и с Арагонским домом, правившим в Провансе. В 1204 в Монпелье вместе с братом Гуго III он был свидетелем на бракосочетании короля Арагона Педро II и Марии де Монпелье.
Эти отношения охладели с началом альбигойской войны. Гильом примкнул к крестоносцам, несомненно, в корыстных целях, так как после битвы при Мюре (1213) Раймонд VI был лишен Тулузского графства и Прованского маркизата, и Гильом, под предлогом исполнения приказа папы, оккупировал маркизат (1214). Иннокентий III распорядился, чтобы тот передал владение легату Пьеру де Беневенту, кардиналу Санта-Мария де Агуиро, так как не следовало присваивать земли, судьба которых ещё не была решена. Вместо того, чтобы немедленно подчиниться, Гильом отправился в Рим, где его ждало разочарование, когда благодаря симпатии, вызванной у папы юным сыном Раймонда VI, Латеранский собор в 1215 утвердил маркизат за этим юношей.
Чисто символическую компенсацию он получил со стороны германского короля. Чтобы положить конец анархии в Провансе и обеспечить там своё преобладание, Фридрих II задумал поставить там вице-королей. Одним из них был Гильом Оранский, которому император передал в Меце 8 января 1215 королевство Вьенна и Арля за услуги, оказанные его семье, и те, которые могут быть оказаны в будущем. Фридрих даже обещал его короновать. По сути дела это была всего лишь демонстрация, и от этой символической королевской власти Раймонд I и Раймонд II, принцы-соправители Оранжа, отказались в 1257 в пользу Карла Анжуйского.
Недовольный провалом затеи с Прованским маркизатом, Гильом встал во главе коалиции католических сеньоров в Провансе. Это принесло ему только зло, так как он попал в Авиньоне в руки альбигойцев; и таково было ожесточение религиозной и этнической войны, что с него в 1218 с живого содрали кожу, в тот же год, когда Симон де Монфор был убит под стенами Тулузы.
Гильом I был покровителем трубадуров и сам сочинял песни. Сохранилось несколько строф, которыми он обменивался с другими поэтами, в частности, с Раймбаутом де Вакейрасом. Анекдот о купце, ограбленном Гильомом и принесшем жалобу королю Филиппу Августу, приведен в «Жизнеописаниях трубадуров» (разо LXXI «Гильем Баусский»).

## Семья
1-й брак: Эрменгарда де Мевуйон, дочь Раймонда III, сеньора де Мевуйон, и Соры де Фай. Развелся с ней 21 марта 1203 по причине близкой степени родства
Сын:
- Раймонд I (ум. 1281), принц Оранский

2-й брак: Алиса Элуа
Дети:
- Гильом II (ум. 1239), принц-соправитель Оранский, основатель линии де Куртезон.
- Бертран II (ум. после 1239), принц-соправитель Оранский